# Feröeri korona
A feröeri korona (feröeriül: føroyska krónan, dánul: færøske kroner) Feröer hivatalos pénzneme. A Dán Nemzeti Bank bocsátja ki és értéke megegyezik a dán koronáéval, ugyanis nem független pénznem, hanem dán bankjegyek feröeri motívumokkal díszítve. Amióta nem független pénznem, azóta ISO 4217-es pénznemkódja sincs; a dán korona ISO kódja DKK. A feröeriek Dániához és Grönlandhoz hasonlóan dán érméket használnak. A Dán Nemzeti Bank költség nélkül vált dán koronát feröeri koronára és fordítva. 2006-ban az IBNS szerint a 2005-ben kibocsátott 1000 koronás bankjegy lett az év bankjegye.

## Jogállás
A feröeri korona Feröer pénzneme, de a Dán Nemzeti Bank bocsátja ki, a központi bank ugyanis a dán korona különleges változatának tartja. Ennek megfelelően értéke a dán fizetőeszközével megegyező. A kibocsátott feröeri bankjegyek fedezetét azonos mennyiségű, külön számlán elhelyezett dán korona biztosítja. Jóllehet a bankjegyek feröeriek, az érmék ugyanazok, mint amelyek a Dán Királyság többi részén forgalomban vannak. Feröeren a feröeri és a dán bankjegyek helyettesítik egymást. A feröeri bankszámlák dán koronában vannak denominálva.

## Történelem

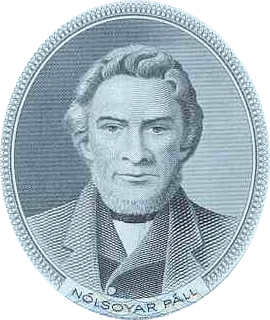
Nólsoyar Páll a régi 50 koronáson

### Feröeri bankjegysorozatok
Korábban a feröeri bankjegysorozatok grafikájának nem volt közös mintája: a pénzek a feröeri történelem és gazdaság szimbólumait, illetve közismert feröeri személyiségek portréit ábrázolták.
Az első feröeri bankjegyet, az 5 koronást 1951-ben bocsátották ki; ezt 1954-ben a 10 koronás, 1964-ben a 100 koronás, 1967-ben pedig az 50 koronás követte. Az 5 és a 10 koronás előoldalán egy kos látható, az 50 és a 100 koronásén pedig Nólsoyar Páll, illetve V. U. Hammershaimb arcképe. A hátoldalakon Janus Kamban és Ingálvur av Reyni feröeri tájképei láthatók.
1978-tól bocsátották ki a második bankjegysorozatot. A 10, 50 és 100 koronások motívumai változatlanok maradtak, formátumuk azonban – a dán koronát követve – megváltozott. Három új címletet is bevezettek: a 20 koronást 1987-ben, az 500 és az 1000 koronást 1980-ban. A 20 koronás fő motívuma egy feröeri pásztor, míg a hátoldalon egy juh látható két báránnyal. Az 500 koronás fő motívuma egy feröeri halász, míg a hátoldal egy halászhajót ábrázol. Az 1000 koronás előoldalán J. H. O. Djurhuus, hátoldalán pedig szülőháza látható. Mindhárom címlet művészi tervezése Ingálvur av Reyni nevéhez fűződik. A 10 és a 20 koronást 1980-ban, illetve 1990-ben érmék váltották fel.
A legújabb bankjegysorozat 2001-től 2005-ig került bevezetésre, a korábbiaknál jobb biztonsági védelemmel. A legmagasabb címletet, az 1 000 koronást 2005 szeptemberében bocsátották ki.

### Az euró bevezetése
A dánok 2001-ben népszavazáson utasították el az euró bevezetését, de ezen a referendumon a feröeriek nem vettek részt. Az eredmény a status quo fennmaradását jelentette. 2009. augusztus 5-én a feröeri kormány benyújtotta az euró bevezetésére vonatkozó kérelmet az Európai Központi Bankhoz, miután a Sjálvstýrisflokkurin és a Tjóðveldi pártok megegyeztek a lépés szükségességéről. Amennyiben az EKB hozzájárulna ehhez, még egy népszavazásnak és a Løgtingnek is jóvá kell hagynia a bevezetést. 10 évvel később sem történt az üggyel kapcsolatban előrelépés.

## Bankjegyek
Az új bankjegyeken feröeri tájképek és állatok ábrázolásai láthatók. A fő motívumot a bankjegyek előoldalán feröeri állatok jelentik, amelyeket szokatlan módon töredékben ábrázoltak. A hátoldalon Zacharias Heinesen feröeri művész (szül. 1936) feröeri tájakat ábrázoló vízfestményeinek reprodukciói láthatók. A természeti motívumok életet és változatosságot kölcsönöznek a bankjegyeknek, míg a vízfestmények egy különleges könnyűséget adnak nekik. A motívumokat – sok más ok mellett – a különbözőségük miatt választották ki, hogy a bankjegyek nehezen összetéveszthetők legyenek.
A 100, 200, 500 és 1000 koronás bankjegyeken hologram található, melynek motívumát a kirkjubøuri templomi padok ihlették. A hamisítást nehezítő számos biztonsági elem között megtalálható a színváltoztató biztonsági szál, valamint a vízjel is.
A bankjegyek magassága azonos, de hosszúságuk címletenként 1 cm-rel változik.
| kép      | kép      | névérték    | méret       | leírás                         | leírás                      | Dátumok              | Dátumok     |
| Előoldal | Hátoldal | névérték    | méret       | Előoldal                       | Hátoldal                    | Kibocsátás           | visszavonás |
| -------- | -------- | ----------- | ----------- | ------------------------------ | --------------------------- | -------------------- | ----------- |
|          |          | 50 korona   | 125 x 72 mm | kos szarva                     | hegyoldal Sumba közelében   | 2001. július 3.      | forgalomban |
|          |          | 100 korona  | 135 x 72 mm | tőkehal törzse és farokuszonya | Klaksvík látképe            | 2003. január 16.     | forgalomban |
|          |          | 200 korona  | 145 x 72 mm | nagy gyökérrágólepke           | a Vágar melletti Tindhólmur | 2004. január 19.     | forgalomban |
|          |          | 500 korona  | 155 x 72 mm | tarisznyarák                   | Hvannasund látképe          | 2004. november 30.   | forgalomban |
|          |          | 1000 korona | 165 x 72 mm | lila sárjáró libuc             | Sandoy szigete              | 2005. szeptember 15. | forgalomban |